# Web Services Description Language
WSDL (Web Services Description Language) je jazykem pro popis funkcí, jež nabízí tzv. webová služba, a dále pro popis vstupů a výstupů těchto funkcí (jinými slovy, co webová služba poskytuje a jak si o to říci). Jelikož webová služba v principu komunikuje protokolem SOAP, WSDL zpravidla popisuje SOAP komunikaci. WSDL vychází z formátu XML.
Podporované operace a zprávy jsou popsány abstraktně, a potom se omezují na konkrétní síťový protokol a formát zprávy. Z toho plyne, že WSDL popisuje veřejné rozhraní webové služby.

## Popis
WSDL popisuje služby jako kolekce síťových koncových bodů neboli portů. Specifikace WSDL poskytuje pro tento účel formát XML pro dokumenty. Abstraktní definice portů a zpráv jsou odděleny od jejich konkrétního použití nebo instance, což umožňuje opětovné použití těchto definic. Port je definován přidružením síťové adresy k opakovaně použitelné vazbě a kolekce portů definuje službu. Zprávy jsou abstraktní popisy vyměňovaných dat a typy portů jsou abstraktní kolekce podporovaných operací. Konkrétní specifikace protokolu a datového formátu pro konkrétní typ portu tvoří opakovaně použitelnou vazbu, kde jsou operace a zprávy vázány na konkrétní síťový protokol a formát zprávy. Tímto způsobem WSDL popisuje veřejné rozhraní webové služby.

## Příklad WSDL dokumentu
```
<?xml version="1.0" encoding="UTF-8"?>

<description
 
xmlns=
"http://www.w3.org/ns/wsdl"
 

             
xmlns:tns=
"http://www.tmsws.com/wsdl20sample"
 

             
xmlns:whttp=
"http://schemas.xmlsoap.org/wsdl/http/"

             
xmlns:wsoap=
"http://schemas.xmlsoap.org/wsdl/soap/"

             
targetNamespace=
"http://www.tmsws.com/wsdl20sample"
>

<documentation>

    
This
 
is
 
a
 
sample
 
WSDL
 
2.0
 
document.
 

</documentation>

<!-- Abstract type -->

   
<types>

      
<xs:schema
 
xmlns:xs=
"http://www.w3.org/2001/XMLSchema"

                
xmlns=
"http://www.tmsws.com/wsdl20sample"

                
targetNamespace=
"http://www.example.com/wsdl20sample"
>

                 

         
<xs:element
 
name=
"request"
>
 
...
 
</xs:element>

         
<xs:element
 
name=
"response"
>
 
...
 
</xs:element>

      
</xs:schema>

   
</types>

<!-- Abstract interfaces -->

   
<interface
 
name=
"Interface1"
>

      
<fault
 
name=
"Error1"
 
element=
"tns:response"
/>

      
<operation
 
name=
"Get"
 
pattern=
"http://www.w3.org/ns/wsdl/in-out"
>

         
<input
 
messageLabel=
"In"
 
element=
"tns:request"
/>

         
<output
 
messageLabel=
"Out"
 
element=
"tns:response"
/>

      
</operation>

   
</interface>

<!-- Concrete Binding Over HTTP -->

   
<binding
 
name=
"HttpBinding"
 
interface=
"tns:Interface1"
 

            
type=
"http://www.w3.org/ns/wsdl/http"
>

      
<operation
 
ref=
"tns:Get"
 
whttp:method=
"GET"
/>

   
</binding>

   

<!-- Concrete Binding with SOAP-->

   
<binding
 
name=
"SoapBinding"
 
interface=
"tns:Interface1"
 

            
type=
"http://www.w3.org/ns/wsdl/soap"
 

            
wsoap:protocol=
"http://www.w3.org/2003/05/soap/bindings/HTTP/"

            
wsoap:mepDefault=
"http://www.w3.org/2003/05/soap/mep/request-response"
>

      
<operation
 
ref=
"tns:Get"
 
/>

   
</binding>

<!-- Web Service offering endpoints for both bindings-->

   
<service
 
name=
"Service1"
 
interface=
"tns:Interface1"
>

      
<endpoint
 
name=
"HttpEndpoint"
 

                
binding=
"tns:HttpBinding"
 

                
address=
"http://www.example.com/rest/"
/>

      
<endpoint
 
name=
"SoapEndpoint"
 

                
binding=
"tns:SoapBinding"
 

                
address=
"http://www.example.com/soap/"
/>

   
</service>

</description>

```